# Another
Another (アナザー) là loạt tiểu thuyết thuộc thể loại kinh dị và huyền bí được viết bởi Ayatsuji Yukito và Kadokawa Shoten đã đăng trên tạp chí Yasai Jidai của mình từ tháng 8 năm 2006 đến tháng 5 năm 2009. Cốt truyện xoay quanh Sakakibara Kōichi, một nam sinh vừa chuyển đến trường trung học Yomiyama. Cậu đã gặp một cô gái bí ẩn tên Misaki Mei, người mà vì lý do nào đó mọi người xung quanh xem là không tồn tại. Kōichi bắt đầu nhận ra không khí kỳ lạ của lớp học mà cậu được chuyển đến mà mọi người đều tránh nói đến vì các học sinh trong lớp này luôn là nạn nhân của những tai nạn thảm khốc bắt đầu từ năm 1973 sau một tai nạn của một học sinh trong lớp, vì thế Kōichi và Mei bắt đầu tìm hiểu cũng như tìm cách ngăn chặn hiện tượng kỳ bí này trước khi đến lượt mình là nạn nhân.
Tiểu thuyết đã được chuyển thể thành các loại hình truyền thông khác như manga, anime cũng như phim do người đóng. Ayatsuji Yukito và Kiyohara Hiro đã thực hiện chuyển thể manga của tiểu thuyết và đăng trên tạp chí Young Ace của Kadokawa Shoten từ tháng 5 năm 2010 đến tháng 1 năm 2012. P.A. Works đã thực hiện chuyển thể anime của tiểu thuyết và phát sóng từ ngày 10 tháng 1 đến ngày 27 tháng 3 năm 2012 tại Nhật Bản. Một tập ngoại truyện có tựa Another: Episode S đã phát hành vào ngày 31 tháng 7 năm 2013.

## Tổng quan

### Sơ lược cốt truyện
26 năm trước, tại lớp 9-3 (Do ở Nhật Bản, người ta tính từng cấp thì số năm học lại quay trở về con số 1) của trường sơ học Bắc Yomiyama, có 1 nam sinh tên Yomiyama Misaki (Do cách miêu tả được đồn về cậu nên nhiều người hiểu nhầm là nữ). Cậu rất nổi tiếng trong trường vì giỏi học hành, thể thao lẫn ngoại hình, lại là một học sinh rất tốt. Mọi người ai cũng yêu quý cậu. Rồi bỗng nhiên cậu ấy mất sau 1 vụ cháy nhà bất ngờ, cả gia đình cậu đều thiệt mạng. Không ai chấp nhận được sự thật này, mọi người đều cho rằng cậu ấy vẫn còn sống, tới buổi lễ tốt nghiệp, 1 chuyện kỳ lạ đã xảy ra, trong một bức ảnh kỉ niệm thì Misaki xuất hiện với gương mặt nhợt nhạt và nụ cười rất quái dị....Sau đó 1 năm khi Misaki chết thì cả lớp bị thiếu một bộ bàn ghế, mọi người nghĩ rằng đây chỉ là sự thiếu sót, đột nhiên bắt đầu có người chết, theo chu kì thì 1 tháng chết ít nhất 1 người. Khi về cuối năm thì một người đột nhiên biết mất một cách rất kì lạ và mọi người chẳng biết họ cả (trừ thủ thư là giáo viên chủ nhiệm lớp 9-3 năm 1973, vì sợ cái chết nên ra khỏi lớp 9-3). Mùa hè năm 1998, một học sinh tên Sakakibara Kouichi chuyển về lớp 9-3, sau một thời gian ngắn, cậu ấy bắt đầu tỏ ra nghi ngờ cái không khí bất thường ở lớp mình...

### Nhân vật

#### Chính
Sakakibara Kouichi (榊原 恒一, さかきばら こういち)
Lồng tiếng bởi: Abe Atsushi
Là một cậu học sinh mới chuyển đến Yomiyama và học ở lớp 9-3. Cậu thấy kì lạ khi một bạn nữ trong lớp (Mei) hầu như không hề tồn tại với mọi người trong lớp học. Cậu cố gắng làm thân với cô và bị cả lớp tẩy chay theo. Cậu và cô cố tìm ra lời nguyền của lớp học 9-3.
Misaki Mei (見崎 鳴, みさき めい)
Lồng tiếng bởi: Takamori Natsumi
Cô bị cả lớp tẩy chay vì tính cách cổ quái và chính sách bảo vệ lớp tạm thời là cần phải có một người hi sinh để bị coi như vô hình để không bị dính lời nguyền. Cô có người em song sinh khác tên Fujioka Misaki. Mẹ cô là người chế tạo búp bê và là mẹ nuôi của cô. Mei bị ung thư võng mạc từ hồi còn bé, mẹ cô đã làm cho cô một con mắt búp bê có khả năng nhìn thấy hồn ma và những người sắp chết.

#### Họ hàng Kouichi
Sakakibara Yosuke (榊原 陽介, さかきばら ようすけ)
Lồng tiếng bởi: Kitagawa Takurō
Người cha góa của Kōichi và anh rể của Reiko, là một giáo sư đại học đang nghiên cứu ở Ấn Độ. Ông thường xuyên gọi điện cho con trai để trò chuyện, nhưng không cho biết nhiều chi tiết về gia cảnh của con trai mình, thay vào đó toàn phàn nàn về tình trạng nóng nực ở đó.

Sakakibara Ritsuko (榊原 理津子, さかきばら りつこ)

Reiko Mikami (怜子, れいこ)
Lồng tiếng bởi: Sakakibara Naoko
Tamie (民江, たみえ)
Lồng tiếng bởi: Arima Mizuka
Ryohei (亮平, りょうへい)
Lồng tiếng bởi: Yada Kōji
Rei-chan (レーちゃん)
Lồng tiếng bởi: Yonezawa Madoka

#### Họ hàng Mei
Kiri Ka (霧果, きりか)/ Misaki Yukiyo (見崎 ユキヨ)
Lồng tiếng bởi: Harada Hitomi
Fujioka Misaki (藤岡 未咲, ふじおか みさき)
Lồng tiếng bởi: Igarashi Hiromi
Em song sinh của Misaki Mei, bị bệnh bạch huyết chết cách ngày Kouchi chuyển về hai tuần. Cô và Mei bị cấm lại gần nhau và con mắt của Mei đã báo trước cho cô biết rằng em mình sắp mất.
Amane (天根, あまね)
Lồng tiếng bởi: Sadaoka Sayuri

#### Cùng trường

##### Lớp 9-3
Akazawa Izumi (赤沢 泉美, あかざわ いずみ)
Lồng tiếng bởi: Yonezawa Madoka
Teshigawara Naoya (勅使河原 直哉, てしがわら なおや)
Lồng tiếng bởi: Maeno Tomoaki
Mochizuki Yūya (望月 優矢, もちづき ゆうや)
Lồng tiếng bởi: Yamamoto Kazutomi
Kazami Tomohiko (風見 智彦, かざみ ともひこ)
Lồng tiếng bởi: Ichiki Mitsuhiro
Sakuragi Yukari (桜木 ゆかり, さくらぎ ゆかり)
Lồng tiếng bởi: Nonaka Ai
Takabayashi Ikuo (高林郁夫, たかばやし いくお)
Lồng tiếng bởi: Takano Shou
Sugiura Takako (杉浦 多佳子, すぎうらたかこ)
Lồng tiếng bởi: Fukuen Misato
Ogura Yumi (小椋 由美, おぐら ゆみ)
Lồng tiếng bởi: Nomizu Iori
Nakao Junta (中尾 順太, なかお じゅんた)
Lồng tiếng bởi: Kasai Kengo
Maejima Manabu (前島 学, まえじま まなぶ)
Lồng tiếng bởi: Koumoto Keisuke
Wakui Daisuke (和久井 大輔, わくい だいすけ)
Lồng tiếng bởi: Kobayashi Kōsuke
Tsujii Yukito (辻井 雪人, つじい ゆきと)
Lồng tiếng bởi: Asari Ryōta
Kawahori Kenzo (川堀 健蔵, かわほり けんぞう)
Lồng tiếng bởi: Mine Kenichi
Ouji Makoto (王子 誠, おうじ まこと)
Lồng tiếng bởi: Inōe Gou
Saruta Noboru (猿田 昇, さるた のぼる)
Lồng tiếng bởi: Muro Genki
Ayano Aya (綾野 彩, あやの あや)
Lồng tiếng bởi: Hirata Mana
Watanabe San (渡辺 珊, わたなべ さん)
Lồng tiếng bởi: Akesaka Satomi
Sato Kazue (佐藤 和江, さとう かずえ)
Lồng tiếng bởi: Shimamura Yū
Arita Shouko (有田 松子, ありた しょうこ)
Lồng tiếng bởi: Furuya Shizuka
Kakinuma Sayuri (柿沼 小百合, かきぬま さゆり)
Lồng tiếng bởi: Nanjō Yoshino
Mizuno Takeru (水野 猛, みずの たける)
Yonemura Shigeki (米村 茂樹, よねむら しげき)
Eto Yui (江藤 悠, えとう ゆう)
Fujimaki Naomi (藤巻 奈緒美, ふじまき なおみ)
Tatara Megumi (多々良 恵, たたら めぐみ)
Kanagi Kyōko (金木 杏子, かねき きょうこ)
Matsui Aki (松井 亜紀, まつい あき)
Nakajima Sachiko (中島 幸子, なかじま さちこ)

##### Giáo viên
Kubodera Shouji (久保寺 紹二, くぼでら しょうじ)
Lồng tiếng bởi: Mito Kōzō
Chibiki Tatsuji (千曳 辰治, ちびき たつじ)
Lồng tiếng bởi: Hirata Hiroaki
Reiko Mikami (三神, みかみ)
Lồng tiếng bởi: Miyamaki Misayo

#### Khác
Mizuno Sanae (水野 沙苗, みずの さなえ)
Lồng tiếng bởi: Yoshida Seiko
Matsunaga Katsumi (松永 克巳, まつなが かつみ)
Lồng tiếng bởi: Takahashi Shinya
Inose Tomoka (猪瀬 知香, いのせ ともか)
Lồng tiếng bởi: Inoue Mahiro
Oba (大庭, おおば)
Lồng tiếng bởi: Oka Tetsuya
Numata Mineko (沼田 峯子, ぬまた みねこ)
Lồng tiếng bởi: Takahashi Rie
Ogura Atsushi (小椋 敦志, おぐら あつし)
Yomiyama Misaki (夜見山 岬, よみやま みさき)
Hamaguchi Jun (浜口 順, はまぐち じゅん)
Hoshikawa Aki (星川 有紀, ほしかわ あき)

## Truyền thông

### Tiểu thuyết
Loạt tiểu thuyết 677 trang được viết bởi Ayatsuji Yukito và Kadokawa Shoten đã đăng đăng trên tạp chí Yasai Jidai của mình từ tháng 8 năm 2006 đến tháng 5 năm 2009 trước khi phát hành thành một tập ngày 29 tháng 10 năm 2009 còn phiên bản dạng light novel được phát hành thành hai bunkobon vào ngày 25 tháng 9 năm 2011. Phiên bản light novel do Sneaker Bunko tái bản phát hành vào ngày 01 tháng 3 năm 2012 thì có thêm các hình minh họa của Ito Noizi. Yen Press giữ bản quyền phiên bản tiếng Anh của loạt tiểu thuyết để tiến hành phân phối tại thị trường Bắc Mỹ.
Một tập có cốt truyện diễn ra sau Another mang tựa Another: Episode S đã phát hành vào ngày 31 tháng 7 năm 2013. Tập nối tiếp có tựa Another 2001 đã được Ayatsuji công bố là đang có kế hoạch viết.

### Manga
Kiyohara Hiro với phần minh họa đã thực hiện chuyển thể manga của tiểu thuyết và đăng trên tạp chí dành cho seinen là Young Ace của Kadokawa Shoten từ tháng 5 năm 2010 đến tháng 1 năm 2012. Các chương sau đó đã được tập hợp lại thành 4 tankōbon. Khi phiên bản DVD/BD của bộ anime được phát hành thì 1 tập ngoại truyện đã được thực hiện và phát hành đính kèm chung với tập OVA vào tháng 5 năm 2012. Yen Press giữ bản quyền phiên bản tiếng Anh của loạt manga để tiến hành phân phối tại thị trường Bắc Mỹ.

### Anime
P.A. Works đã thực hiện chuyển thể anime của tiểu thuyết và phát sóng từ ngày 10 tháng 1 đến ngày 27 tháng 3 năm 2012 tại Nhật Bản với 12 tập trên kênh KNB sau đó là các kênh Chiba TV, CS Fuji TV TWO, GBS, KBS Kyoto, Mie TV, Sun TV, Tokyo MX TV, TV Kanagawa, TV Saitama và TVQ. Một tập OVA cũng đã được được thực hiện và phát hành vào ngày 26 tháng 5 năm 2012 khi phiên bản DVD/BD của bộ anime được phát hành và đính kèm chung với tập ngoại truyện của loạt manga. Sentai Filmworks đã đăng ký bản quyền phiên bản tiếng Anh của bộ anime để tiến hành phân phối tại trường Bắc Mỹ, Hanabee Entertainment thì đăng ký tại Úc và New Zealand còn Mighty Media thì đăng ký tại Đài Loan.

### Sách
P.A. Works cũng đã phát hành một quyển sách hướng dẫn có tựa Anime Another Settei Shiryōshū (アニメ「Another」 設定資料集) vào ngày 20 tháng 4 năm 2012 đính kèm với phiên bản DVD/BD giới hạn đầu và gửi hàng qua thư. Quyển sách này ghi tất cả thông tin đầy đủ của các nhân vật trong phiên bản anime cũng như các bài phỏng vấn đội ngũ làm phim.
Một quyển artbook có tựa Another 1998 Graduation Memories đã được Newtype phát hành vào ngày 29 tháng 6 năm 2012. Quyển sách này cũng ghi tất cả thông tin đầy đủ của các nhân vật cùng nhiều hình ảnh khác. Ngoài ra trong quyển sách còn ghi chi tiết buổi đối thoại với Tsutomu Mizushima và Ayatsuji Yukito.

### Live Action
Kadokawa Pictures đã thực hiện chuyển thể Live Action do Furusawa Takeshi đạo diễn và công chiếu tại 230 rạp ở Nhật Bản vào ngày 04 tháng 8 năm 2012 và đã thu về 80 triệu yên trong dịp cuối tuần.

### Âm nhạc
Bộ anime có hai bài hát chủ đề, một mở đầu và một kết thúc. Bài hát mở đầu có tựa Kyōmu Densen (凶夢伝染) do ALI PROJECT trình bày, đĩa đơn chứa bài hát đã phát hành vào ngày 25 tháng 1 năm 2012 với phiên bản bình thường và đặc biệt, bản đặc biệt có đính kèm một DVD chứa đoạn phim trình bày nhạc phẩm. Bài hát kết thúc có tựa anamnesis do Annabel trình bày, đĩa đơn chứa bài hát đã phát hành vào ngày 8 tháng 2 năm 2012. Một album chứa các bài hát do các nhân vật trình bày đã phát hành vào ngày 11 tháng 7 năm 2012, album này có đính kèm một DVD chứa một đoạn phim ngắn. Album chứa các bản nhạc dùng trong bộ anime đã phát hành dưới dạng đĩa đính kèm với hộp DVD/BD thứ năm của bộ anime.
| Kyoumu Densen (Tsūjō-ban) (凶夢伝染 (通常盤)) | Kyoumu Densen (Tsūjō-ban) (凶夢伝染 (通常盤))                                                                          | Kyoumu Densen (Tsūjō-ban) (凶夢伝染 (通常盤)) |
| STT                                           | Nhan đề | Thời lượng                                    |
| --------------------------------------------- | --- | --------------------------------------------- |
| 1.                                            | "Kyoumu Densen (凶夢伝染)"                                                                                             | 4:25                                          |
| 2.                                            | "Yomi no Tasogare no, Utsuronaru Aoki Hitomi no. (夜見のたそがれの、うつろなる蒼き瞳の。)"                             | 5:01                                          |
| 3.                                            | "Tainai Hitogata Yuugi (胎内ヒトガタ遊戯)"                                                                             | 4:33                                          |
| 4.                                            | "Kyoumu Densen (Instrumental) (凶夢伝染 (Instrumental))"                                                               | 4:26                                          |
| 5.                                            | "Yomi no Tasogare no, Utsuronaru Aoki Hitomi no.(Instrumental) (夜見のたそがれの、うつろなる蒼き瞳の。 (Instrumental)" | 5:01                                          |
| 6.                                            | "Tainai Hitogata Yuugi (Instrumental) (胎内ヒトガタ遊戯 (Instrumental))"                                               | 4:29                                          |
| Tổng thời lượng:                              | Tổng thời lượng: | 27:55                                         |

| Kyoumu Densen (Shokai gentei-ban) (凶夢伝染 (初回限定盤)) | Kyoumu Densen (Shokai gentei-ban) (凶夢伝染 (初回限定盤))                                  | Kyoumu Densen (Shokai gentei-ban) (凶夢伝染 (初回限定盤)) |
| STT                                                       | Nhan đề                                                                                    | Thời lượng                                                |
| --------------------------------------------------------- | ------------------------------------------------------------------------------------------ | --------------------------------------------------------- |
| 1.                                                        | "Kyoumu Densen (凶夢伝染)"                                                                 | 4:25                                                      |
| 2.                                                        | "Yomi no Tasogare no, Utsuronaru Aoki Hitomi no. (夜見のたそがれの、うつろなる蒼き瞳の。)" | 5:01                                                      |
| 3.                                                        | "Tainai Hitogata Yuugi (胎内ヒトガタ遊戯)"                                                 | 4:33                                                      |
| 4.                                                        | "Kyoumu Densen (Strings Version) (凶夢伝染 (Strings Version))"                             | 4:35                                                      |
| 5.                                                        | "Kyoumu Densen (Instrumental) (凶夢伝染 (Instrumental))"                                   | 4:26                                                      |
| Tổng thời lượng:                                          | Tổng thời lượng:                                                                           | 23:00                                                     |

| anamnesis        | anamnesis                  | anamnesis  |
| STT              | Nhan đề                    | Thời lượng |
| ---------------- | -------------------------- | ---------- |
| 1.               | "anamnesis"                | 5:37       |
| 2.               | "closed world"             | 4:19       |
| 3.               | "anamnesis (Off Vocal)"    | 5:37       |
| 4.               | "closed world (Off Vocal)" | 4:16       |
| Tổng thời lượng: | Tổng thời lượng:           | 19:49      |

| TV Anime Another Character Album Songs Party (TVアニメ「Another」キャラクターソングアルバム Songs party＜歌宴＞) | TV Anime Another Character Album Songs Party (TVアニメ「Another」キャラクターソングアルバム Songs party＜歌宴＞) | TV Anime Another Character Album Songs Party (TVアニメ「Another」キャラクターソングアルバム Songs party＜歌宴＞) |
| STT | Nhan đề | Thời lượng |
| --- | --- | --- |
| 1. | "Shizuka ni (しずかに)"                                                                                          | 4:28 |
| 2. | "Kousai (虹彩)"                                                                                                  | 4:26 |
| 3. | "Responsibility Response"                                                                                        | 3:42 |
| 4. | "Seishun Treasures! (青春Treasures!)"                                                                            | 3:37 |
| 5. | "HOP STEP HOT!"                                                                                                  | 4:57 |
| 6. | "Sekai ni Sakebi wo Kiita Koto Arimasu ka? (世界の叫びを聴いたことありますか?)"                                  | 4:24 |
| Tổng thời lượng:                                                                                                 | Tổng thời lượng:                                                                                                 | 25:34 |

| Another Original Soundtrack (Another オリジナルサウンドトラック) | Another Original Soundtrack (Another オリジナルサウンドトラック) | Another Original Soundtrack (Another オリジナルサウンドトラック) |
| STT                                                              | Nhan đề                                                          | Thời lượng                                                       |
| ---------------------------------------------------------------- | ---------------------------------------------------------------- | ---------------------------------------------------------------- |
| 1.                                                               | "メインテーマ"                                                   | 4:23                                                             |
| 2.                                                               | "予告"                                                           | 0:14                                                             |
| 3.                                                               | "運命"                                                           | 2:22                                                             |
| 4.                                                               | "不安"                                                           | 3:41                                                             |
| 5.                                                               | "死の予兆"                                                       | 1:53                                                             |
| 6.                                                               | "鳴"                                                             | 2:22                                                             |
| 7.                                                               | "鳴と恒一ふたりっきりの孤独"                                     | 1:46                                                             |
| 8.                                                               | "不穏"                                                           | 2:36                                                             |
| 9.                                                               | "血に潜む謎"                                                     | 1:40                                                             |
| 10.                                                              | "呪われた伝承"                                                   | 1:44                                                             |
| 11.                                                              | "陰から"                                                         | 2:16                                                             |
| 12.                                                              | "追い詰められるスロー"                                           | 2:22                                                             |
| 13.                                                              | "戦慄"                                                           | 2:55                                                             |
| Tổng thời lượng:                                                 | Tổng thời lượng:                                                 | 30:14                                                            |

### Doujinshi
Tại Việt Nam, người hâm mộ đã thực hiện một chuyển thể visual novel của tác phẩm với ngôn ngữ tiếng Việt và phát hành vào ngày 16 tháng 10 năm 2014.

## Đón nhận
Loạt tiểu thuyết đã xếp ở vị trí thứ ba trong danh sách xếp hạng chuyên về tiểu thuyết giả tưởng Kono Mystery ga Sugoi! 2010 và Honkaku Mystery Best 10.